# Лігай
Ліхай, Лєхай (англ. Lehigh River) — річка в Пенсільванії, США, права притока Делавера, впада біля Істона — 40°41′20″ пн. ш. 75°12′17″ зх. д. / 40.68889° пн. ш. 75.20472° зх. д.. Водосточище Атлантичного океану. Довжина 166 км — води річки долають цей шлях за 24 години. Площа водозбірного басейну 3 484 км². Похил 3,48 м/км. Річище помірно звивисте, у верхів'ях звивисте. Середньорічний стік 3,34 км³, в повінь втричи більший. Бере початок з озера гори Пік-Поконо на висоті 627 м (2 056 футів) біля містечка Лігай — 41°16′43″ пн. ш. 75°24′22″ зх. д. / 41.27861° пн. ш. 75.40611° зх. д.. Тече по східних схилах Аппалач. Назва, в перекладі з індіанської мови Лені-Ленапе, означає «там де річка робить петлі».

## Історія
В долині річки видобувають антрацит. Це дало поштовх до розвитку в цьому регіоні чорної металургії. На річці в 1827—1829 роках був збудований судноплавний канал (англ. Lehigh Navigation Canal System) (72 милі) — 28 дамб та 81 шлюз. У 1834 році він був приєднаний до великої мережі каналів і зв'язав судноплавно річку з Філадельфією. 1855 рік — час розквіту каналу, перевезено 1 млн тон антрациту до Істона. В Сполучених штатах вперше портланд-цемент почали виготовляти на берегах Лігаю в Коплеї (англ. Coplay). У 1962 році створене регулювальне водосховище (англ. The Francis E. Walter Reservoir).

## Притоки
Ліві: Tobyhanna Creek, Pohopoco Creek, Aquashicola Creek, Hokendauqua Creek, Monocacy Creek.
Праві: North Bear Creek, Nesquehoning Creek, Mauch Chuck Creek, Mahoning Creek, Lizard Creek, Jordan Creek, Saucon Creek.
Місцина між Фрімансбургом (англ. Freemansburg) та Істоном (англ. Easton) зветься «сухою землею», бо всі опади просотуються глибоко в ґрунт й не попадають до річки.

## Населені пункти
Лехайтон (англ. Lehighton), Аллентаун (англ. Allentown), Бетлехем (англ. Bethlehem), Істон (англ. Easton).

## Галерея зображень

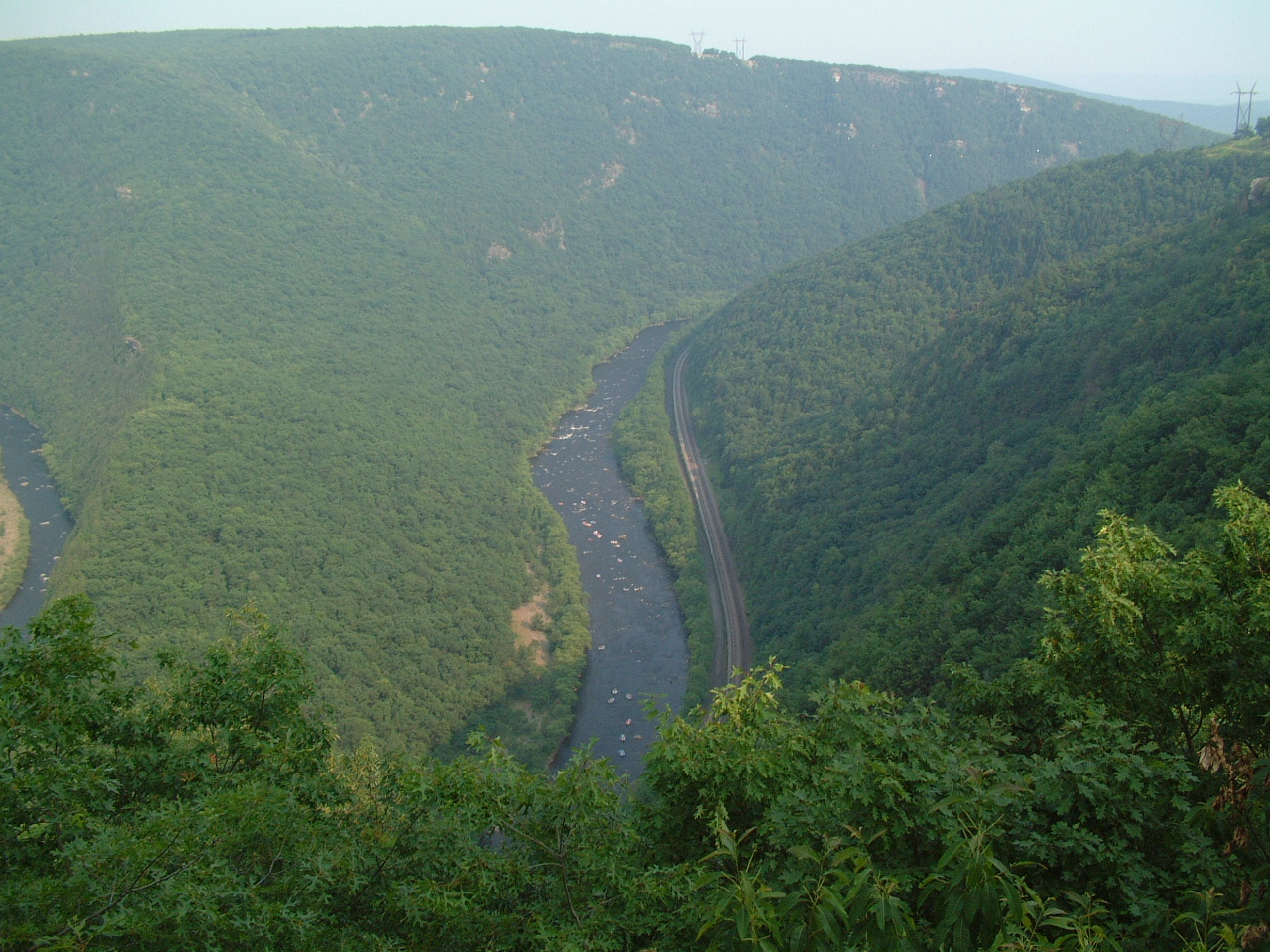
Річка у верхів'ях біля містечко Джім Торп
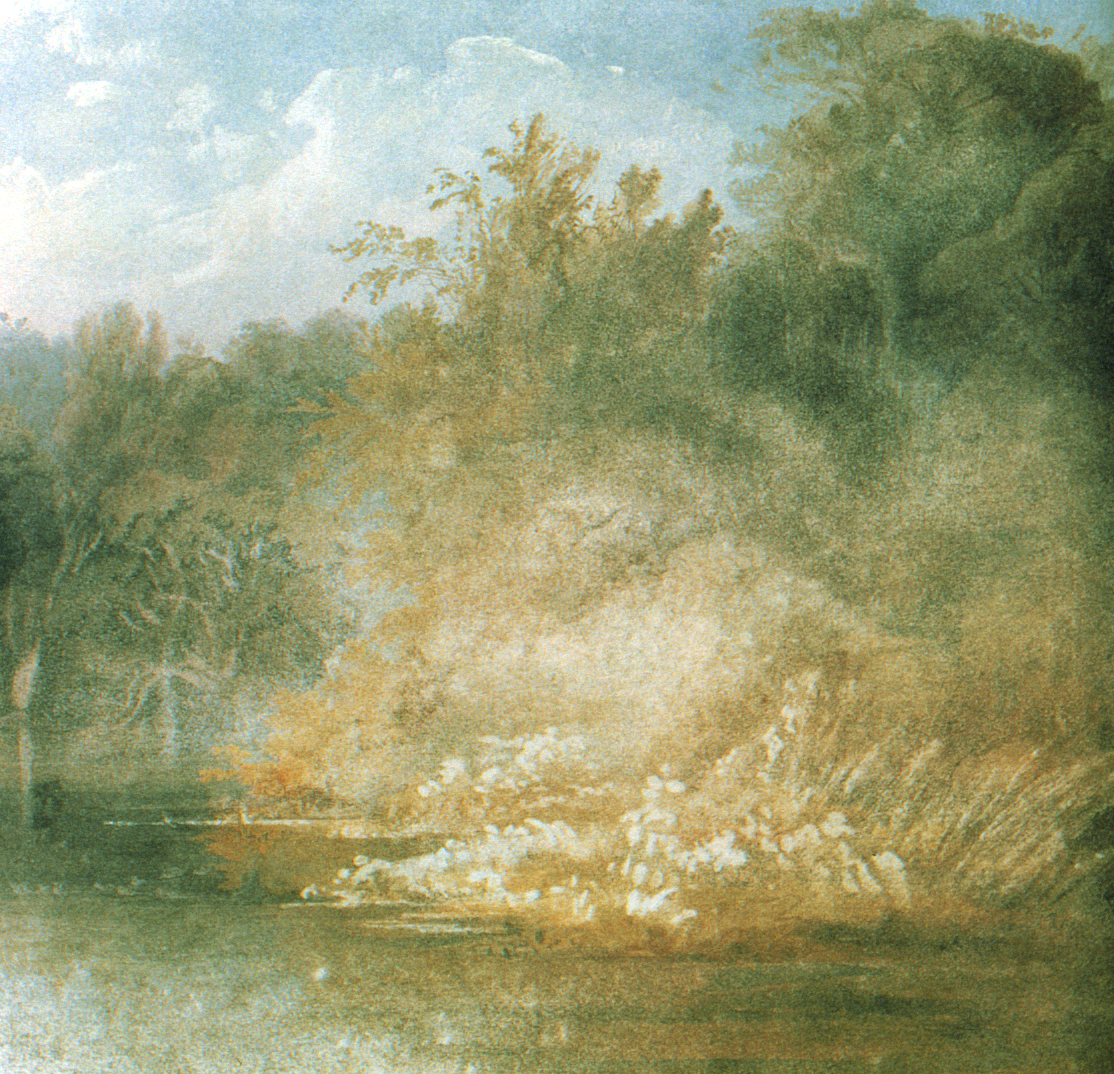
Осінній пейзаж на річці Лігай. Карл Бодмер, 1832

- Файл:Lehigh River78, PAq.jpg